# مانتین هوم (آرکانزاس)
مانتین هوم (آرکانزاس) (به انگلیسی: Mountain Home, Arkansas) یک شهر در ایالات متحده آمریکا با جمعیت ۱۲٬۴۴۸ نفر است که در آرکانزاس واقع شده‌است.

## موقعیت جغرافیایی
موقعیت جغرافیایی شهرها و مناطق اطراف به شرح زیر است: